# Paul Ier (empereur de Russie)
Pour les articles homonymes, voir Paul Ier.
Paul Ier de Russie (en russe : Павел I Петрович, Pavel I Petrovitch ; né le 20 septembre 1754 (1er octobre dans le calendrier grégorien) à Saint-Pétersbourg, assassiné dans sa ville natale le 12 mars 1801 (24 mars dans le calendrier grégorien) ), est empereur de Russie de 1796 à sa mort, duc de Holstein-Gottorp de 1762 à 1773 (Paul de Holstein-Gottorp). Il a exercé également les fonctions de facto de grand maître de l'ordre de Saint-Jean de Jérusalem entre 1798 et 1801.

## Jeunesse et défiance vis-à-vis de sa mère
Paul Ier de Russie appartient à la première branche de la maison Romanov (Holstein-Gottorp-Romanov) issue de la première branche de la maison de Holstein-Gottorp, elle-même issue de la première branche de la maison d'Oldenbourg.
Paul Ier, dont la filiation est incertaine (est-il le fils de Pierre III assassiné en 1762 ou de Saltykov, l'amant de Catherine II, sa mère, avant qu'elle ne devienne impératrice ?). Alors que Catherine a laissé entendre dans la première édition de ses mémoires publiés par Alexandre Herzen en 1859 que son amant Sergueï Saltykov était le père biologique de Paul, elle s’est rétractée plus tard et a affirmé dans la dernière édition que Pierre III était le véritable père de Paul. 

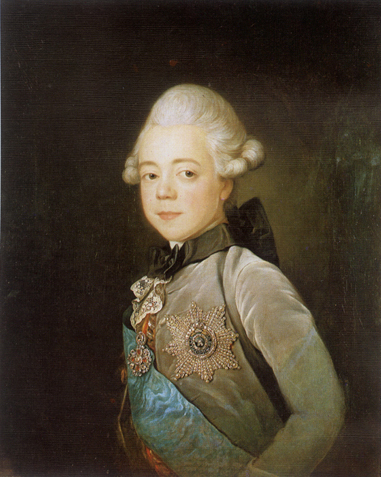
Paul enfant par Jean-Louis Voille.

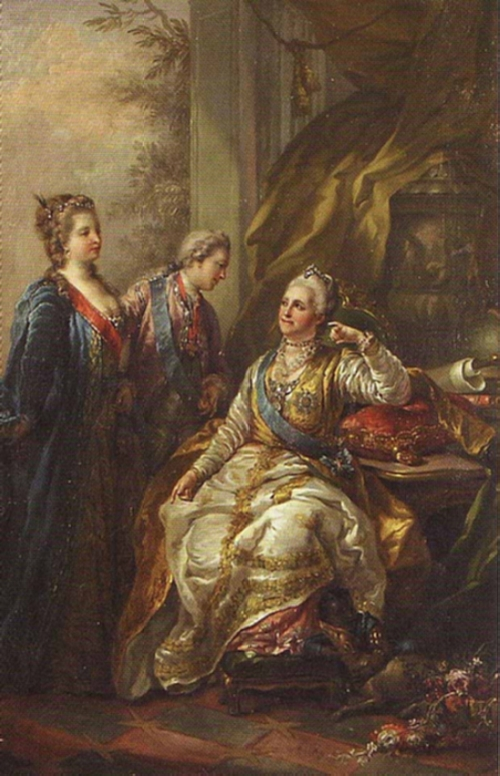
Le tsarévitch Paul présente sa fiancée à sa mère l'impératrice Catherine II (Stefano Torelli, 1776).

Paul a été élevé par Nikita Panine. Obsédé par la mort tragique de son père légal, il commence à s’engager dans des intrigues, car il soupçonne sa mère de vouloir le faire assassiner. Après la mort de sa première épouse et de l'enfant qu'elle porte (1776), l’impératrice lui procure une autre épouse, la belle Sophie-Dorothée de Wurtemberg, baptisée en russe « Maria Feodorovna », qui lui donne dix enfants.
À la naissance du premier de ses petits-enfants, Catherine II lui donne le domaine de Pavlovsk. Paul et son épouse voyagent en Europe, notamment à Paris où il séjourne en 1782 dans l'hôtel de Lévis qui était l'ambassade de Russie, sous les noms d'emprunt de comte et comtesse du Nord. En 1783, l’impératrice lui offre une autre propriété à Gatchina, où il est autorisé à maintenir une brigade de soldats qu’il dirige sur le modèle prussien.
Parmi les amis les plus proches du tzarévitch Paul, et qui vient souvent lui rendre visite à Gatchina, il y a le prince Alexandre Kourakine. Paul était si proche du prince qu'il l'appelait « mon âme ». L'empereur Joseph II écrivit à ce propos : « le prince Kourakine, ayant accompagné Leurs Altesses avec une constante fidélité personnelle fait montre de sentiments d'attachement à leur égard depuis déjà de nombreuses années. Étant le neveu du comte Panine, il a le droit de ce fait d'être proche de l'héritier du trône et de jouir de l'estime et de l'attachement réciproque de Leurs Altesses. C'est une personne aimable qui est appréciée de la haute société. » Cette amitié ne plaît pas à la Grande Catherine, d'autant plus qu'elle apprend qu'au moment de la visite à Saint-Pétersbourg du roi Gustave III de Suède (qui était franc-maçon déclaré), celui-ci s'est rendu à une réunion d'une loge maçonnique qui s'est tenue chez le prince Kourakine en présence de l'héritier du trône, que le roi de Suède avait initié en Franc-maçonnerie.
Catherine II, doutant de la capacité de son fils à gouverner, préparait sa succession en faveur de son petit-fils Alexandre mais elle meurt d’un accident vasculaire cérébral le 17 novembre 1796 et Paul accède au trône de Russie. Méfiant et soupçonnant les intentions de sa mère, il fit brûler tous les documents relatifs à la succession de celle-ci.

## Empereur de Russie

### Politique intérieure différente de celle deCatherineII
Paul est animé d'une profonde rancune envers sa mère, ses favoris, ses conseillers et tout ce qu'elle admirait. Anéantir l'œuvre et les décisions de la Grande Catherine est une constante de son court règne de cinq ans. Le tableau de son couronnement avec Maria Feodorovna, réalisé par le peintre autrichien néo-classique Martin Ferdinand Quadal est aujourd'hui conservé au Musée d'Art Radichtchev (Saratov).
Sa politique prend véritablement le contre-pied de celle de sa mère :
- Il modifie la loi de succession au trône lors de son couronnement de 1797 : la primogéniture mâle remplace le libre choix du monarque régnant tel que l'avait prévu Pierre le Grand en 1722. La succession au trône de Russie est déterminée par une règle fixe et précise en vigueur jusqu'en 1917.
- Il fait sortir de prison des écrivains et des intellectuels emprisonnés par sa mère et autorise le retour des exilés en Russie. Alexandre Radichtchev est autorisé à rentrer de son exil sibérien, mais maintenu en résidence surveillée, et Nikolaï Novikov libéré de la prison de Schlüsselburg, tout en étant maintenu en résidence surveillée, ainsi que des dirigeants de la révolte polonaise de 1795 dont Tadeusz Kościuszko.
- Il manifeste le souci de défendre l'autocratie, mais n'entend laisser que peu de libertés à la noblesse. C'est en ce sens que sont promulgués 2 000 actes rétablissant par exemple les châtiments corporels pour les nobles et les rappelant au service actif dans l'armée. Il s'appuie parallèlement de plus en plus sur la bureaucratie pour des tâches d'administration locale et générale de préférence à la noblesse. Dans le même temps, il prend quelques mesures pour adoucir le sort des serfs : les corvées sont limitées à trois jours par semaine et interdites les dimanches et fêtes. Les paysans ne peuvent plus être vendus aux enchères. Ces lois ne sont pas appliquées et sans doute ne pouvaient-elles pas l'être, mais elles constituent un tournant dans l'attitude du gouvernement russe face au servage : dorénavant, la limitation et, à terme, l'abolition du servage vont devenir des solutions envisagées par l'État.

Il prend également d'autres décisions d'une moins grande portée politique, mais qui visent à marquer le respect dû à sa personne. C'est ainsi qu'il oblige les hommes, sur son passage, à descendre de voiture, les femmes pouvant se contenter de rester debout derrière la portière. Dans les bals de sa cour, il interdit la valse qui oblige les danseurs à lui tourner momentanément le dos[réf. à confirmer].

### Politique étrangère aventureuse

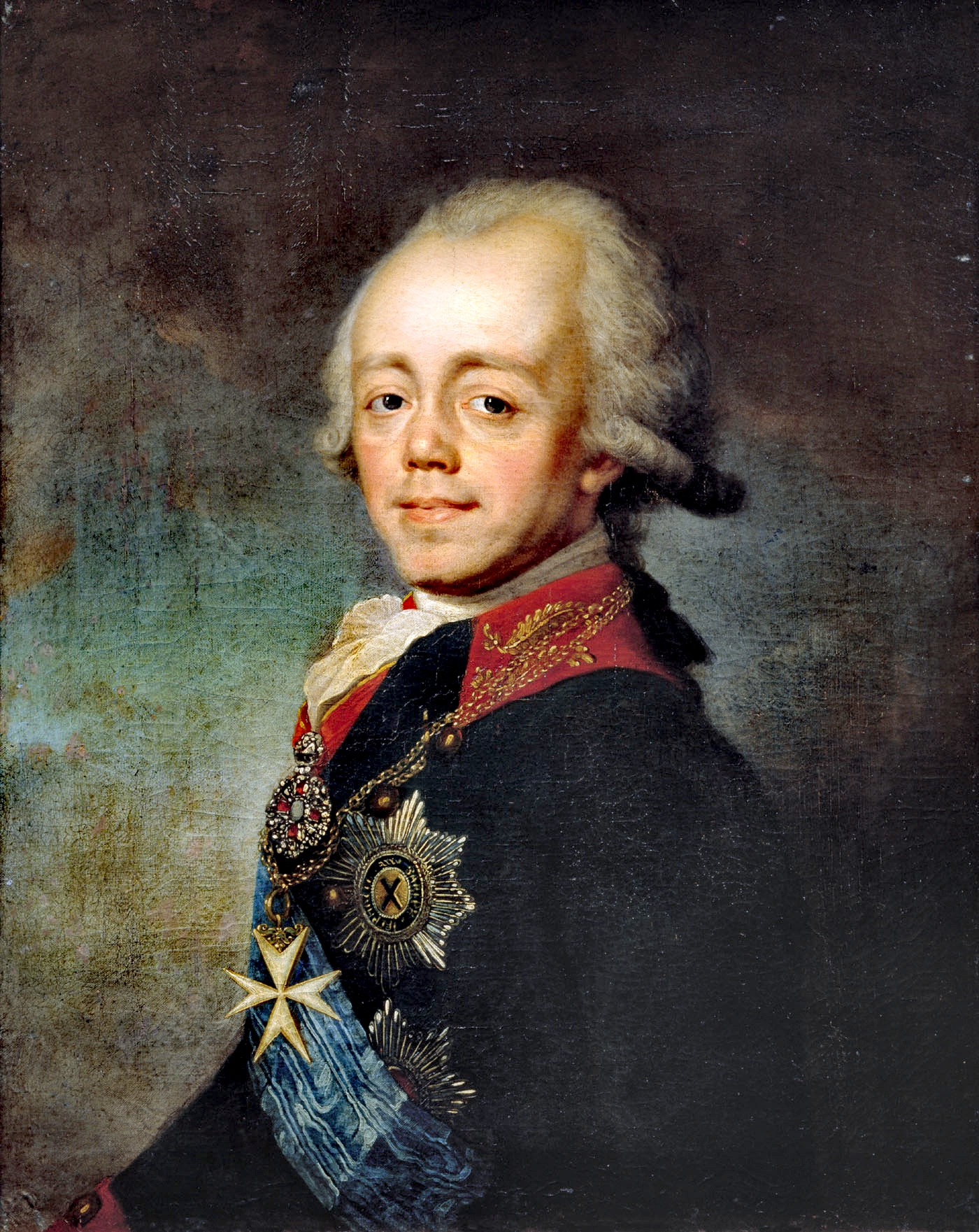
Paul Ier de Russie, (à noter la présence du collier de l’Ordre de Saint-Jean de Jérusalem autour de son cou).

#### Participation de la Russie à la deuxième coalition

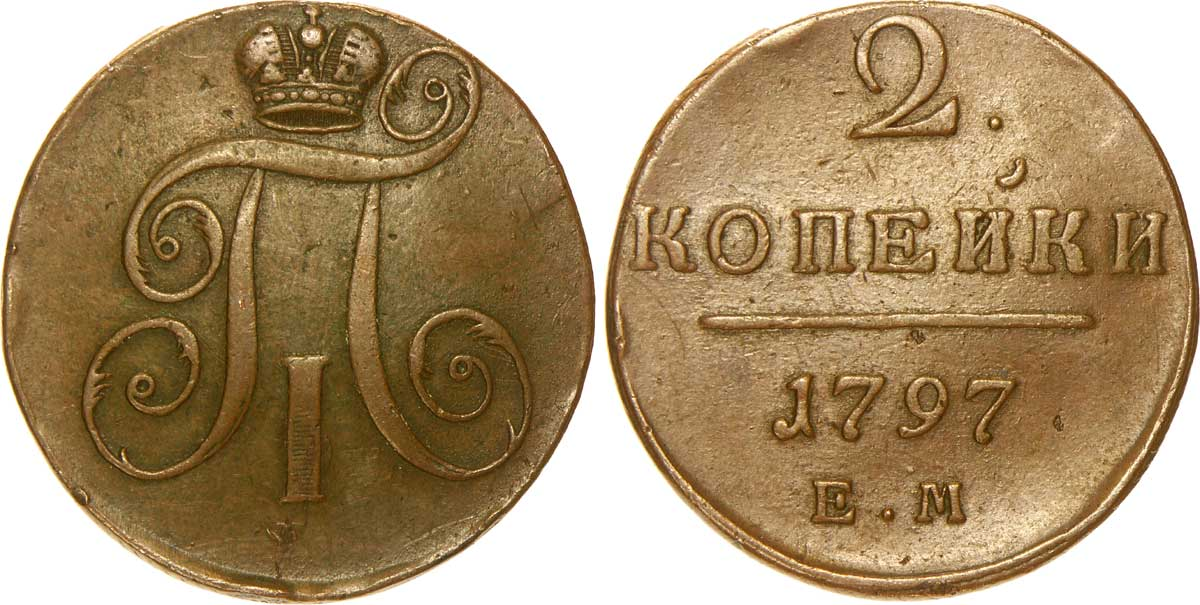
2 Kopecks au monogramme de Paul Ier, 1797.

Face aux victoires de la France, Paul Ier rejoint le camp des ennemis de la France révolutionnaire. La Russie entre en guerre contre la France en tant que membre de la deuxième coalition dont Paul Ier est le principal artisan et qui comprend également la Grande-Bretagne, l'Autriche, le royaume de Naples, le Portugal et l'Empire ottoman.
Dans le cadre de cette guerre, une flotte russe commandée par l'amiral Ouchakov franchit les Détroits, s'empare des îles ioniennes sous domination française et y rétablit la souveraineté turque. L'influence russe en Méditerranée s'accroît encore puisque l'empereur de Russie accepte, à la demande des chevaliers de l'ordre de Saint-Jean de Jérusalem, d'être le protecteur de l'Ordre. Il saisit par la suite la première occasion de se faire élire grand maître. Cet événement sans précédent dans l’histoire de l’Ordre puisque Paul Ier est orthodoxe et marié, amène le pape Pie VI à ne pas le reconnaître comme grand maître. Au décès de Paul Ier, en 1801, son fils Alexandre Ier, beaucoup moins intéressé par les ordres de chevalerie que son père, décide de rétablir autant que possible, les us et coutumes de l’Ordre catholique des Hospitaliers, par un édit du 16 mars 1801 par lequel il laisse les membres profès libres de choisir un nouveau chef. Néanmoins, étant donné l’impossibilité de réunir l’ensemble des électeurs, le comte Nicolas Soltykoff assure l’intérim de la charge. Finalement, en 1803, il est convenu que la nomination du grand maître incombe uniquement et exceptionnellement au Pape Pie VII alors régnant ; le 9 février 1803, le pape choisit le candidat élu du grand prieuré de Russie, le bailli Giovanni Battista Tommasi.

#### Rapprochement avec Bonaparte
Le continent européen reste néanmoins le principal théâtre d'opérations. Des troupes russes viennent renforcer les Alliés dans les Pays-Bas autrichiens et en Suisse mais c'est en Italie que l'intervention russe connaît ses succès les plus importants. Une armée de 18 000 Russes et de 40 000 Autrichiens commandée par Souvorov contraint les Français à se retirer d'Italie et de Suisse. Il ne peut néanmoins envahir la France, battu par Masséna en Suisse. En Hollande, le général Brune contraint les Austro-Russes à déposer les armes.
Profondément mécontent de l'attitude de l'Autriche et de la Grande-Bretagne qui n'ont pas suffisamment soutenu les troupes russes dans les Pays-Bas, Paul Ier se retire de la coalition. En 1800, il change de camp et se rapproche de la France, considérant la prise du pouvoir par Bonaparte comme un gage de stabilité, chassant les émigrés de Milan. Avec la Prusse, le Danemark et la Suède, il adhère à la Ligue des Neutres et manifeste son mécontentement envers l'Angleterre.

## Assassinat

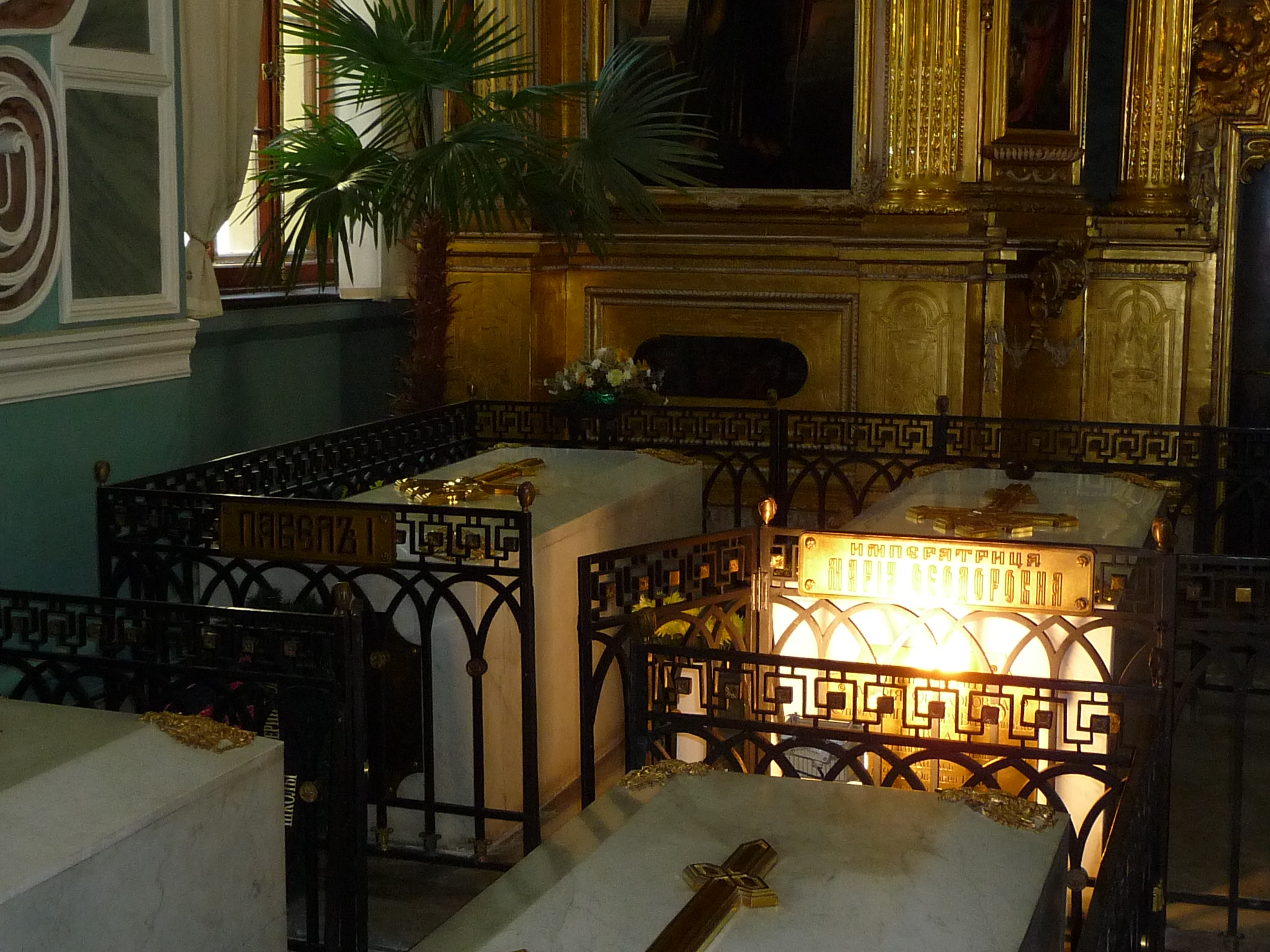
Dans la cathédrale Pierre-et-Paul de Saint-Pétersbourg se trouve à droite le tombeau de marbre blanc de l'empereur Paul Ier et à gauche celui de sa seconde épouse Sophie-Dorothée de Wurtemberg (Maria Fiodorovna).

Une conspiration est organisée notamment par les comtes Pahlen et Panine et un aventurier mi-espagnol mi-napolitain, l'amiral José de Ribas, mort avant l'exécution du projet. Dans la nuit du 24 mars 1801, Paul est assassiné dans sa chambre du palais Saint-Michel par un groupe d’ex-officiers menés par le général Bennigsen, un Hanovrien au service de la Russie : à l'insu de la garde rapprochée et du valet de chambre, les huit soldats font irruption dans la chambre impériale après avoir pris un souper très arrosé ensemble. Ils obligent l’empereur à signer son abdication. L’empereur résiste, mais il est étranglé. Selon une autre thèse, la tête de Paul Ier aurait accidentellement heurté le dessus de cheminée. L’un des meurtriers, le général Zoubov, annonce à Alexandre Ier, qui réside au palais et fait partie de la conspiration, son accession au trône.
Selon le futur Louis XVIII, « Paul Ier avait été victime d’une conspiration de palais où se trouvèrent l’or et la main du gouvernement britannique. ».

## Descendance
- Alexandre (1777-1825) qui lui succéda, épousa en 1793 Louise Augusta de Bade (1779-1826) ;
- Constantin (1779-1831) épousa en 1796 (mariage annulé en 1820) Julienne de Saxe-Cobourg-Saalfeld (1781-1860) ;
- Alexandra (1783-1801) épousa en 1799 Joseph-Antoine d'Autriche, prince palatin de Hongrie (1776-1847) ;
- Hélène (1784-1803) épousa en 1799 Frédéric, prince héréditaire de Mecklembourg-Schwerin (1778-1819) ;

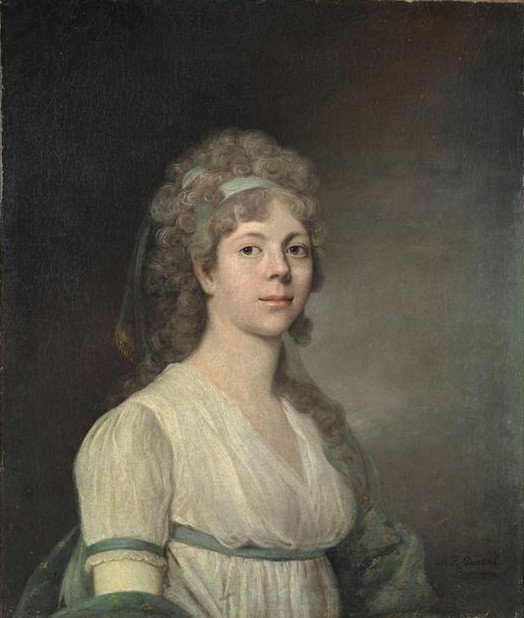
Maria Pavlovna, 1799
par Martin Ferdinand Quadal
Musée du Louvre

- Marie (1786-1859) épousa en 1804 Frédéric-Charles, grand-duc de Saxe-Weimar-Eisenach) (1783-1853) ;
- Catherine (1788-1819) épousa en 1809 Georges d'Oldenbourg (1784-1812) puis en 1816 Guillaume Ier, roi de Wurtemberg (1781-1864) ;
- Olga (1792-1795) ;
- Anne (1795-1865) épousa en 1816 Guillaume II, roi des Pays-Bas (1792-1849) ;
- Nicolas (1796-1855) qui fut empereur après son frère Alexandre, épousa en 1818 Charlotte de Prusse ;
- Michel (1798-1849) épousa en 1824 Charlotte de Wurtemberg (1804-1873).

Paul Ier est l’ascendant de l’actuel chef de la maison impériale de Russie, la grand-duchesse Maria Vladimirovna (contestée par le grand-duc Alexis Andreïevitch) et du prince Georgui de Russie.

## Postérité
Un cuirassé de la Marine impériale russe porta le nom d'Empereur Paul Ier, affecté dans la flotte de la Baltique, il participa à la Première Guerre mondiale, à la révolution de Février 1917 et à la révolution d'Octobre 1917.

## Distinctions
- Ordre de Saint-André :
- Ordre de Saint-Alexandre Nevski :
- Ordre de Sainte-Anne (1re classe)
- Chevalier de l'ordre du Saint-Esprit :
- Commandeur de l'ordre des Séraphins :
- Ordre de l'Aigle blanc :
- Ordre de l'Aigle noir :

### Romans
- Paul Mourousy, Le Tsar Paul Ier, la puissance et la peur, éd. du Rocher, 1997 ;